# کاتائننیشی
کاتائننیشی یا کاتیاانیپوترا (انگلیسی: Kātyāyanī-putra (迦多衍尼子); یک محقق هندی بودایی بود که در زمان مسیح فعال بود. سال تولد و مرگ نامعلوم است. برهمین هندی از فرقه سرواستیواده در هند در حدود قرن دوم قبل از میلاد در خانواده ای برهمن متولد شد و بعداً به بودیسم گروید. او که یک دانشمند بزرگ بود، رساله سرچشمه حکمت را نوشت، که یک متن اعتقادی اصلی فرقه بود، و کمک زیادی به نظام‌مند کردن دکترین فرقه کرد. او اغلب به عنوان بنیان‌گذار فرقه سرواستیواده در نظر گرفته می‌شود.
نام او از کاتیایانا (بودایی) یکی از شاگردان بودا منشأ گرفته است.